# Maria Moberg

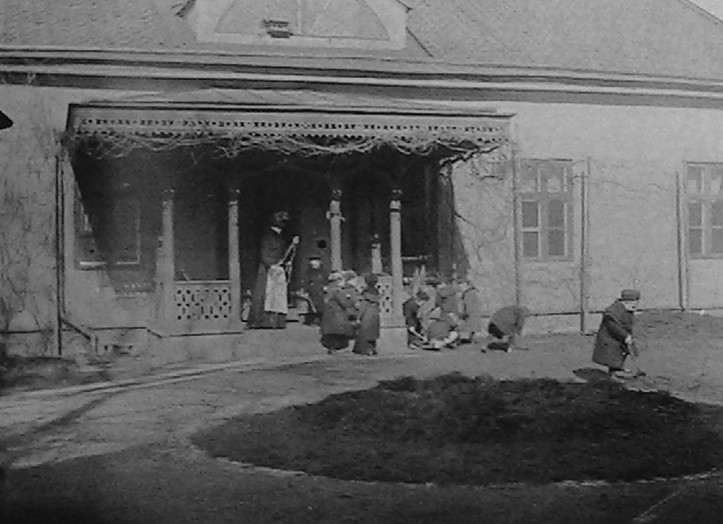
Maria Mobergs föräldrahem på Skolgatan 18 i Norrköping, där den första barnträdgården öppnade 1899

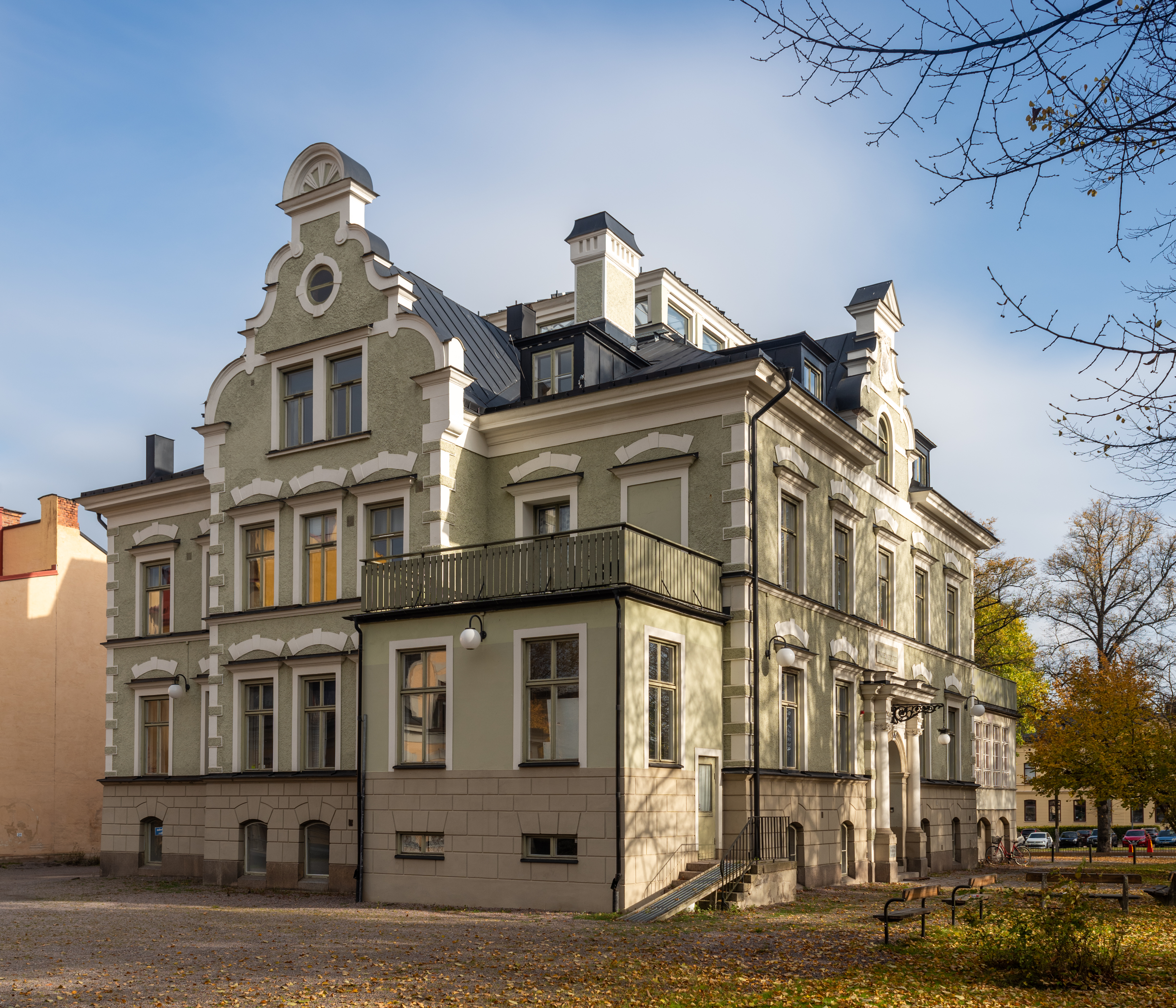
Fröbelinstitutet i Norrköping.

Maria Elisabeth Moberg, född 4 april 1877 i Norrköping, död 16 december 1948 i Stockholm, var en svensk förskolepionjär och barnträdgårdsledare. Hon var en av den tidiga svenska förskolans frontfigurer, både lokalt i Norrköping och nationellt. Hon blev en av de mest kända förespråkarna för de svenska barnträdgårdarna.

## Biografi
Maria Moberg var yngre syster till dermatologen Ludvig Moberg, professorn i österländska språk Axel Moberg och förskolepionjären Ellen Moberg. Syskonen växte upp under välbärgade förhållanden i Norrköping. Fadern var läkaren Wilhelm Moberg. Modern, Sara Moberg, var syster till företagsledarna Gustaf och Edward Ringborg som försörjde sig på handel riktad mot den växande svenska industrin. Maria Moberg gifte sig aldrig.
Maria Moberg hade en mångsidig utbildning. Efter att ha gått i Norrköpings högre skola för kvinnlig ungdom och läst kurser vid Språk- och Hushållsskolan Fleurie i Askersund följde språkstudier i England och utbildade sig till kindergartenledarinna för Anna Eklund i Stockholm 1899. Därefter tog hon teckningskurser vid Nääs slöjdlärarseminarium, genomgick förskollärareutbildning vid Pestalozzi-Fröbel-Haus i Berlin samt vid Sesame House och Froebel Educational Institute i London. Hon deltog också i en praktisk och teoretisk pedagogikkurs, som Maria Montessori organiserade i London 1921.
Systrarna Ellen och Maria Mobergs arbetade tillsammans som drivande i att organisera en barnträdgårdsverksamhet i Norrköping, influerad av Friedrich Fröbels kindergartenpedagogik, som utgjorde modell för barnträdgårdar i Sverige. År 1899 öppnade de en privat barnträdgård i föräldrahemmet på Skolgatan 16 i Norrköping, avsedd för medel- och överklassens barn, och 1904 öppnade de Sveriges första folkkindergarten för arbetarklassens barn, Fröbelstugan.
I systrarna Mobergs gemensamma arbete beskrivs Maria Moberg som initiativtagaren och optimisten, och den som ägnade mest kraft åt den pedagogiska verksamheten. I den svenska barnträdgårdsrörelsens språkrör, Svenska Fröbelförbundets tidskrift, skildras hon som ett ”pedagogiskt geni”, med en ovanlig förmåga att leva sig in i barnens värld. Hennes inflytande över de elever hon undervisade vid Fröbelinstitutet anses ha varit stort. Hennes engagemang var omfattande, liksom hennes förmåga att identifiera aspekter av den pedagogiska idéhistorien som var relevanta att ta vara på för utvecklingen av det nya arbetet. Hon förblev nyfiken, och bevistade ständigt kongresser och möten om barnpedagogik.
Maria Mobergs insatser var inte begränsade till barnträdgårdsarbete och utbildning. Under 26 år var hon ansvarig utgivare för barnträdgårdsrörelsens tidskrift, och hon var därtill ofta anlitad som föredragshållare och skribent. Hon hade vidare uppdrag som ledamot i Norrköpings folkskolestyrelse och Norrköpings barnavårdsnämnd och förblev livet ut ledamot i styrelsen för Norrköpings Fröbelförening. I likhet med sin syster Ellen Moberg uppmärksammades Maria Moberg för sina insatser med utmärkelserna Illis quorum meruere labores av femte storleken, och Norrköpings stads hederstecken S:t Olofsmedaljen.
Både Maria och Ellen Moberg hade omfattande sociala nätverk som bland annat inkluderade borgerlighetens kvinnor inom barnavårdens och det sociala arbetets område. Bland dessa kvinnor ingick Disa Beijer, Anna Warburg, Elsa Beskow och Alice Tegnér. I regel rörde det sig om både yrkesmässiga och personliga relationer. Det sociala kontaktnätet var av stor vikt för systrarna Mobergs verksamhet. Till exempel möjliggjorde samarbetet med Alice Tegnér publiceringen av sångboken Sånglekar för barnträdgården och småskolan, 1913.
Systrarna Moberg är begravda på Matteus begravningsplats i Norrköping.